# 舍拉特灣

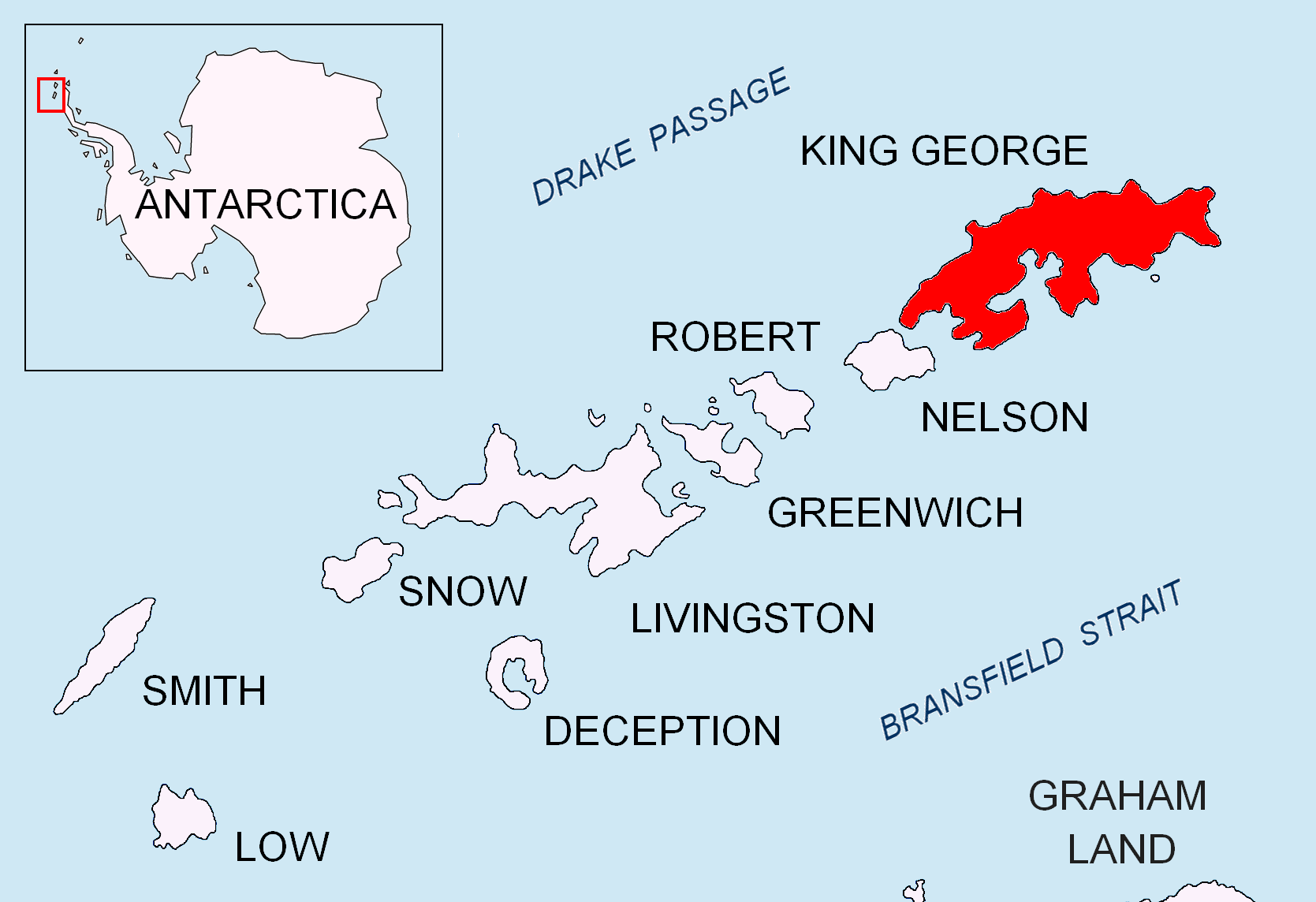

舍拉特灣（英語：Sherratt Bay）是南極洲的海灣，位於南設得蘭群島的喬治王島南岸，處於梅爾維爾角和企鵝島之間，在1960年由英國南極名稱諮詢委員會命名，現時由南極條約體系管理。